# Школа за запасни офицери
Школата за запасни офицери е вид военно училище в България за обучение и подготовка на офицери от запаса (резерв) на въоръжените сили на държавата.

## Подготовка
В школата се обучават младежи със средно (с успех минимум добър 4) и висше образование, които отбиват редовната си военна служба.
Обучението в школата в последните десетилетия на нейното функциониране е с продължителност от 12 месеца (в 2 семестъра) за среднистите и 6 месеца (в 1 семестър) за висшистите. През този период обучаемите преминават през няколко военни звания за школници (всички с добавка школник): войнишки – школник (вместо редник и матрос), и по-късно сержантски (старшински във флота) в зависимост от заеманата длъжност (редови или командир на отделение, разчет и пр.) и показаните учебни резултати.
След завършване курса на обучението випускниците получават дипломи и звание старшина–школник (или съответно мичман–школник), а първенците на випуска – офицерското звание младши лейтенант.
Школниците продължават да служат в редовете на Българската армия (което е считано за стаж в офицерската им подготовка), обикновено на командни длъжности – най-често помощник/заместник-командир или командир на взвод и приравнени на тях. Випускниците имат право, пропускайки стажа, да продължат образованието си във висше военно училище или във Висшата специална школа „Георги Димитров“.
При уволняването им от срочна военна служба и зачисляването им в запаса старшини–школниците се произвеждат в първото офицерско звание младши лейтенант. Офицерите, желаещи да останат на свръхсрочна военна служба в БНА, може да служат само до звание капитан, а за следващо развитие им се изисква висше военно образование.
Макар че офицерите, випускници на ШЗО, заемат длъжности (вкл. командни) наравно с офицерите, завършили висши военни училища, обучението в ШЗО не е признато за висше образование дори със Закона за висшето образование от 27.12.1995 г. (както на дотогавашните полувисши колежи, бивши техникуми след средно образование). Класифицира се като професионално (военно) образование след завършено средно образование.

## Първи школи
На 1 декември 1889 г. във Военното училище в София се създава курс за подготовка на запасни офицери.
В 1891 г. към Военното министерство се създава Комитет по образованието и устройството на войската. До 1915 г. дейността по подготовката на офицерски кадри се ръководи от Оперативния отдел при министерството, а след това от отдел „Военни учебни заведения". През 1918 г. в подчинение на отдела са Военното училище и Школата за подготовка на запасни подпоручици.
С Указ № 2 от 1901 г. на княз Фердинанд I за преименуването на унтерофицерската рота в Школа за запасни офицери (за приготовление на запасни подпоручици в пехотата при Военното на Негово царско Височество училище) се открива особена Школа за приготвяне на запасни подпоручици. На 7 февруари 1901 г. започва да функционира Школа за запасни подпоручици в пехотата. Командири са майор Димитър Стойчев (1901 – 1902) и майор Никола Габровски (1902 – 1904).
Със Заповед № 32 от 23 май 1903 г. при Софийския крепостен батальон е открита Команда за подготовка на запасни подпоручици в крепостната артилерия, която 2 г. по-късно (Заповед по Военното ведомство № 365 от 1905 г.) се преименува в Школа за запасни подпоручици в артилерията. Командир – майор Иван Кръстев (1904 – 1905). В Школата ежегодно постъпват по 45 души, които имат средно или висше образование и отбиват военната си служба. О тях 15 души се подготвят за крепостна артилерия и 30 души за полска и планинска артилерия. До 1907 г. тази школа е подчинена на командира на крепостния батальон, след което се предават към Артилерийския отдел на Школата за подготвяне на запасни подпоручици от пехотата (откритата в 1901) в Княжево.
В 1908 г. двете школи са обединени в Школа за запасни офицери дислоцирана в с. Княжево (дн. кв. на София).
През месец май 1916 г. се създава Школата за запасни подпоручици в Скопие. На 15 май за началник на школата е назначен подполковник Борис Дрангов. Той напуска редиците на 5-и македонски полк и се завръща в родния си град. На 17 май школата е тържествено открита и в нея постъпват 1053 български младежи доброволци от цяла Македония. Там Дрангов се ползва с изключителен авторитет, благодарение на изключителното си ораторско майсторство, откритостта, чистосърдечността и личния пример, който винаги дава. Големият български писател Чудомир пише в спомените си за Борис Дрангов:
| „ | Още щом ни посрещна, щом се яви пред нас, подполковник Дрангов ни грабна и покори. Висок, строен, опънат като струна, със сини очи, които магьосват, той сякаш непрестанно гореше. И какъв изключителен оратор... Голям педагог, сърцевед, когото чувствувахме повече като добър баща, отколкото началник... Неизброими качества на човек, войник и вожд притежаваше Дрангов и мъчно биха се изброили в това тясно място, но начело на всички стоеше без съмнение личният пример. | “ |

Школниците са произведени в чин на 17 септември, като успешно завършват 876 души. На 21 септември 1916 г., след като школата е закрита, началникът ѝ подполковник Дрангов е повишен в началник-щаб на 1-ва пехотна дивизия и близо 6 месеца е по бойните полета на Добруджа в кампанията срещу Румъния.
От 1941 до 1944 г. функционира школата на военното Въздушно свързочно училище в Скопие.
В 1943 г. е отворен Морски отдел на ШЗО – Варна, създаден към Военноморското на Н.В. училище за подготовка на запасни офицери за флота.

## ШЗО „Христо Ботев“
През 1908 г. 2-те школи се обединяват в Школа за запасни офицери. Седалището на школата е в с. Княжево (днес квартал на София), наричана е и Княжевско военно училище. Командир – генерал-майор Асен Константинов (1 октомври 1908 – 31 декември 1905).
На 2 юни 1945 г. школата е преименувана в Народна школа за запасни офицери „Христо Ботев“. През 1950 г. седалището на школата е преместено от София във Велико Търново. В 1961 г. Школата е отделена и преместена в Плевен в казармите на Четвърти пехотен плевенски полк.
През 1990-те години училището е преименувано в Школа за подготовка на запасни офицери. Броят на обучаемите постепенно се съкращава и от бившите 3 района (поделения) остава да функционира само модерния 3-ти район. Голямата част от бившия 2-ри район днес е застроена с търговски молове. Най-старият 1-ви район, намиращ се в центъра на града в комплекс, построен още в 1888 г. за нуждите на войската, е преустроен в Плевенска музейна палата.
По-късно школата е редуцирана до армейска Учебна база „Христо Ботев“, която е закрита на 28 май 2008 г. в рамките на реформата в Българската армия 107-годишното военно училище с тържество. Бойното знаме е предадено за съхранение в Националния военноисторически музей в София.
В бившия и останал последно действащ 3-ти район на Школата е настанена изтеглената от южна България 5-а механизирана Шипченска бригада на БА също предвидена за закриване в 2011 г. по плана на т.нар. „бяла книга“ от военния министър Аню Ангелов.

## Други школи
Школа за запасни офицери е функционирала също и в Скопие, като полковник Борис Дрангов е бил назначен за неин началник през 1916 г.
По-късно са създадени малки школи за запасни офицери във висши военни училища, всяка от които с капацитет за обучение на ок. 200 школници. Те обаче не самостоятелни, а са в структурата на съответното училище:
- за мичман-школници – към Висшето военноморско училище „Никола Йонков Вапцаров“, Варна,
- за школници-пилоти и наземни профили – към Висшето военновъздушно училище „Георги Бенковски“, Долна Митрополия
- за школници – към Висшето народно военно-артилерийско училище „Георги Димитров“, Шумен.

Действала е също и Школа за преподготовка на запасни офицери „Гоце Делчев“ във Враца, подготвяла изключително висшисти в съкратени срокове (обикновено с курс на обучение от 3 месеца).

## Наименования
- Школа за запасни офицери (до 5 март 1946 г.)
- Народна школа за запасни офицери „Христо Ботев“(от 5 март 1946 г.)

## Началници
Званията са към датата на заемане на длъжността.

### Началници на Школата за запасни подпоручици от пехотата
| №  | Звание | Имена            | Период      | Бележки                                                                 |
| -- | ------ | ---------------- | ----------- | ----------------------------------------------------------------------- |
| 1. | Mайор  | Димитър Стойчев  | 1901 – 1902 | началник на Школата за запасни подпоручици от пехотата                  |
| 2. | Mайор  | Никола Габровски | 1902 – 1904 | началник на втория випуск на Школата за запасни подпоручици от пехотата |
|    | Майор  | Никола Жеков     | 1903 – 1910 | началник на Школата за запасни подпоручици                              |

### Началник на Школата за запасни подпоручици от артилерията
| №  | Звание | Имена        | Период      | Бележки                                                                                   |
| -- | ------ | ------------ | ----------- | ----------------------------------------------------------------------------------------- |
| 1. | Mайор  | Иван Кръстев | 1904 – 1905 | началник на новосформираната Школа за приготовления на запасни подпоручици от артилерията |

### Началници на Школата за запасни офицери
| №  | Звание           | Имена                  | Период                               | Бележки                                    |
| -- | ---------------- | ---------------------- | ------------------------------------ | ------------------------------------------ |
| 1. | Генерал-майор    | Асен Константинов      | 1 октомври 1908 – 31 декември 1908   | началник на Школата за запасни офицери     |
| 2. | Полковник        | Павел Павлов           | 1908 – 1910                          | началник на школата                        |
|    | Полковник        | Константин Жостов      | от март 1912                         | началник на Школата за запасни подпоручици |
|    | Полковник        | Христо Бурмов          | март 1914 – 4 ноември 1914           | началник на Школата за запасни подпоручици |
|    | Полковник        | Стефан Попов           | от 4 ноември 1914                    | началник на Школата за запасни подпоручици |
|    | Полковник        | Иван Кирпиков          | 1918 – 1920                          |                                            |
|    | Полковник        | Христо Антонов         | 1929 – 1930                          |                                            |
|    | Полковник        | Тодор Радев            | 1930 – 1931                          |                                            |
|    | Полковник        | Владимир Ангелов       | през 1931                            |                                            |
|    | Полковник        | Борис Бръняков         | през 1931                            |                                            |
|    | Полковник        | Рашко Атанасов         | 1931 – 1934                          |                                            |
|    | Полковник        | Боян Урумов            | 1934 – 1935                          |                                            |
|    | Полковник        | Константин Лукаш       | 1935                                 |                                            |
|    | Подполковник     | Лука Бозов             | 1938 – 1939                          | началник на Школата за запасни офицери     |
|    | Полковник        | Александър Попдимитров | 1939 – 1941?                         | началник на Школата за запасни офицери     |
|    | Полковник        | Георги Младенов        | 1941 – 1941                          | началник на Школата за запасни офицери     |
|    | Полковник        | Петър Цанков           | 1942 – 1944                          | началник на Школата за запасни офицери     |
|    | Генерал-майор    | Георги Иванов          | 12 септември 1944 – 17 януари 1946   | началник на ШЗО                            |
|    | Полковник        | Петър Хаджииванов      | 17 януари 1946 – 3 септември 1946    | началник на ШЗО „Христо Ботев“             |
|    | Генерал-майор    | Цоню Ганев             | 3 септември 1946 – 15 септември 1950 | началник на ШЗО „Христо Ботев“             |
|    | Генерал-майор    | Петър Илиев            | 1950 – 1953                          | началник на ШЗО „Христо Ботев“             |
|    | Полковник        | Пенчо Янкулов          | 1953 – 1954                          | началник на ШЗО „Христо Ботев“             |
|    | Генерал-майор    | Иван Владов            | 15 септември 1961 – 1972             | началник на НШЗО „Христо Ботев“            |
|    | Полковник        | Петър Симеонов         | 1972 – 1973                          | началник на НШЗО „Христо Ботев“            |
|    | Полковник        | Иван Чавдаров          | октомври 1973 – септември 1981       | началник на НШЗО „Христо Ботев“            |
|    | Генерал-майор    | Гано Иванов            | 1981 – 1985                          | началник на НШЗО „Христо Ботев“            |
|    | Генерал-майор    | Славейко Димитров      | 1985 – 1990                          | началник на НШЗО „Христо Ботев“            |
|    | Генерал-майор    | Димитър Кръстев        | 30 август 1990 – 17 юли 1992         | началник на НШЗО и ШЗО „Христо Ботев“      |
|    | Полковник        | Христо Иванов          | 17 юли 1992 – 1998                   | началник на ШЗО „Христо Ботев“             |
|    | Полковник        | Христо Иванов          | 1998 – 1999                          | началник на ЦУЦПМКН „Христо Ботев“         |
|    | Бригаден генерал | Тодор Георгиев         | 3 май 2000 – 6 юни 2002              | началник на ЦУЦПМКН „Христо Ботев“         |
|    | Бригаден генерал | Георги Георгиев        | 6 юни 2002 – 3 май 2004              | командир на Учебна база „Христо Ботев“     |
|    | Бригаден генерал | Янко Янев              | 4 май 2004 – 1 юни 2006              | командир на Учебна база „Христо Ботев“     |
|    | Полковник        | Георги Ганчев          | 1 юни 2006 – 31 май 2008             | командир на Учебна база „Христо Ботев“     |

### Началник на Школата за запасни офицери в Скопие
| №  | Звание       | Имена         | Период                          | Бележки |
| -- | ------------ | ------------- | ------------------------------- | ------- |
| 1. | Подполковник | Борис Дрангов | 15 май 1916 – 17 септември 1916 |         |